# Super scription of data
«Super scription of data» es el quinto sencillo de la cantante japonesa de I've Sound, Eiko Shimamiya, que fue publicado el 24 de junio del año 2009, dos meses después de su publicación anterior. La canción titular de este sencillo fue usada como canción de apertura de Higurashi no naku koro ni rei, las OVAs de la serie de anime de Higurashi no naku koro ni. Este sencillo es por lo tanto la quinta canción que la cantante usa en la saga antes mencionada.

## Canciones
1. Super scription of data
Letra: Eiko Shimamiya
Composición y arreglos: Kazuya Takase
2. Electric universe
Letra: Eiko Shimamiya
Composición y arreglos: SORMA
3. Super scription of data (Instrumental)
4. Electric universe (Instrumental)